# 크리스티나 리치
크리스티나 리치(Christina Ricci, 1980년 2월 12일 ~ )는 미국의 배우이다. 아역 시절, 《아담스 패밀리》 (1991년)와 후속작 《아담스 패밀리 2》 (1993년)에서 웬즈데이 아담스 역을 맡아 호연하였다. 골든 글로브 여우주연상 후보와 에미상 후보에 오른 바 있다.
영화 《아이스 스톰》 (1997년), 드라마인 《몬스터》 (2004년), 인디펜던트 코미디인 《섹스의 반대말》 (1998년), 블록버스터 《슬리피 할로우》 (1999년) 등 다양한 형태의 작품에 출연하였다. 크리스티나 리치는 10대 아이돌 스타에서 원숙한 배우로 성장하였다. 또한 그는 그만의 프로덕션 회사인 블라스핌 필름즈(Blaspheme Films)를 운영하고 있다. 이 프로덕션 회사는 영화 《펌프킨》 그리고 《프로작 네이션》등을 제작한 바 있다.
그는 최근 《블랙 스네이크 모운》 (2007년) 그리고 《페넬로피》 (2006년)에 출연하였다. 또한 2008년, 워쇼스키 형제의 블록버스터 《스피드 레이서》의 주연을 맡기도 하였다.

## 생애

### 성장기
리치는 미국 캘리포니아주 샌타모니카에서 태어났다. 엄마 세라(Sarah, 결혼 전 성은 머독(Murdoch))에게서 태어난 4번째 자녀였다. 엄마 세라는 포드 모델 출신의 부동산 중개업자였다. 아버지 랠프 리치(Ralph Ricci)는 변호사 겸 정신과 의사였다.
그의 혈통에 대해서 그는 다음과 같이 언급한 바 있다: "따져보면 저에게는 이탈리아계 피가 흐르고 있고요. 4대조나 5대조 쯤에 아일랜드 여성과 결혼한 이탈리아계 할아버지가 한 분 계세요. 그들은 전부 아들만 낳았죠. 아들들은 또 아일랜드 여성들과 결혼했어요. 손자들도 또 아일랜드 여성들과 결혼했어요. 그래서 전 기본적으로스코틀랜드-아일랜드 계 미국인이라 할 수 있죠. "
크리스티나 리치의 가정은 애초부터 부유했다. 그의 아버지는 변호사가 되기 전, 정신과 의사로서 일을 했다. 그의 아버지는 프라이멀 요법(primal therapy, shrieking therapy, 근원비명요법, 어렸을 적 트라우마를 재현시켜 치료하는 요법)에 능통한 정신과 의사였다. 어렸을 적, 리치는 그의 방 환기구를 통해 이 요법을 시행하는 소리를 종종 들었으며, 그의 어머니 앞에서 그들을 흉내내기도하였다.
그의 가족은 몬클레어로 이사하였다. 그는 에지몬트 초등학교, 글렌필드 중학교, 몬클레어 고등학교, 모리스타운-비어드 스쿨에 다녔다.
고등학교를 1년 다닌 뒤, 그는 뉴욕 시에 있는 사립 학교로 전학하였다. 학교의 이름은 프로페셔널 칠드런스 스쿨이었는데, 세라 미셸 겔러, 매콜리 컬킨, 제리 오코널 등 10대 연예인들이 다니는 학교였다.
그의 오빠/언니로서는, 래피얼(1971년생), 단테(1974년생), 피아(1976년생)이 있다. 1993년 그의 아버지와 어머니가 이혼하였고, 리치는 어머니와 계속 살았다. 리치의 어머니는 양육권을 전부 가져갔다. 리치는 이후로 그의 아버지와 얘기도 못했다. 그의 형제자매들 중 그는 오빠 라파엘과 가장 친했다. 그 부모의 이혼이 있은 후, 그는 자상행위를 경험하였다. 그는 자기 자신을 베기 시작하였는데, 어린아이로서 그의 몸이 성장하는 것을 감당하지 못했기 때문이라고 한다. 그는 이 문제가 10대 소녀로서의 자존심에 영향을 주었다고 말하고 있다.

### 초창기 경력 및 상업적 성공, 1990년–1997년
버전 레코드의 한 비평가가 크리스티나 리치를 발굴하였다. 그는 당시 8살이었고, 그는 뉴저지주 몬클레어 스쿨의 한 학예회에서 《The Twelve Days of Christmas》라는 제목의 연극을 하고 있었다. 이 비평가의 아들이, 이 연극에서 리치가 맡은 역을 원래 하기로 되어 있었다. 하지만 그가 리치를 때렸다. 그 행위에 대한 벌로 그가 그의 역을 대신 맡아 연기하였다. 학예회에 온 비평가는 리치의 연기를 보고 나서 그의 부모에게 그에게 연기를 시켜보라를 권유를 하였다.
6살 때부터 광고에 출연하고 있던 그는 이를 계기로 드디어 영화계에 데뷔하였다. 1990년, 그는 리처드 벤자민의 영화 《귀여운 바람둥이》(원제:Mermaids)에 출연하였다. 이 영화에는 셔, 밥 호스킨스, 위노나 라이더 등이 출연하였다. 사람들은 이 영화에서 주로 리치의 언니 역을 맡은 위노나 라이더에 주목을 하였지만, 리치도 좋은 인상을 남겼다. 영화의 사운드트랙 〈The Shoop Shoop Song〉의 뮤직비디오에 출연하였다.
다음 해, 리치는 영화판 《아담스 패밀리》에서 "해괴하게 조숙한" 웬즈데이 아담스 역을 맡아 열연하였다. 이 역 덕분에 그는 음산하고 기괴한 역도 잘 해내는 배우로 이름을 떨치게 되었다. 그는 영화판 아담스 패밀리의 후속작 《아담스 패밀리 2》에서도 같은 역을 맡아 연기하였다. 1편과 거의 같은 수준의 박스 오피스 흥행을 기록하였다. 그가 1편에서 역을 성공적으로 잘 했기 때문에, 2편에서는 그가 출연하는 분량이 많아졌다.
이것에 힘입어, 그의 유명세는 놀랍게 성장하였다. 1990년대 중반, 그에게는 출연 요청이 쇄도하였다. 그의 다음 프로젝트는 영화 《꼬마 유령 캐스퍼》였다. 이 영화에 대해서는 비평가들의 평이 엇갈렸다. 하지만 박스 오피스에서는 대흥행을 기록하였다. 그 해 개봉한 영화 중 총관객수 7위를 기록하였다. 《꼬마 유령 캐스퍼》이후, 그는 네 명의 10대 소녀의 성장 영화이자, 1970년대에서 1990년대에 걸친 그들의 우정 얘기인《나우 앤 덴》에 출연하였다. 《나우 앤 덴》도 흥행에 성공하였다. 영화 《스탠 바이 미》와 꽤 비교되었으며, 스탠드 바이 미의 "여성 버전"이라고 일컬어졌다. 리치는 이제 흥행을 불러일으키는 흥행배우가 되었다. 그는 이외에도 여러 영화에 10대 소녀 역으로 출연하였다. 《베어 마운틴의 비밀》 그리고 《명탐정 디씨》 같은 영화에 출연하였다.

### 그 이후, 계속되는 성공,1998년–2005년
1997년부터는, 리치는 성인역에 좀 더 출연하게 된다. 1997년, 비평가들로부터 호평을 받은 리안 감독의 《아이스 스톰》에서, 그는 냉소적이고, 성에 대해 호기심이 많은 웬디 후드(Wendy Hood) 역으로 출연하였다. 이외에도 인디 히트작 《버팔로 66》, 존 워터스 감독의 《포토그래퍼》, 그리고 돈 루스 감독의 《섹스의 반대말》 (불량스러운 소녀 데디 역) 등에 출연하였다. 데디 역 연기에 힘입어, 그는 골든 글로브 후보에 오르기도 했다. 또한 선댄스 영화제의 1998년도 비공식 잇 걸로 뽑히기도 하였다. 그가 미국 아카데미상 후보에 오르지 못한 것을 가지고, 《Entertainment Weekly》는 "오스카상 사상 최악의 푸대접" 중 하나로 꼽기도 하였다.

이후, 그는 《슬리피 할로우》(조니 뎁과 호흡을 맞췄다.), 《프로작 네이션》 (그가 최초로 누드 연기를 하였다.)에 출연하였다. 《몬스터》 (여성 연쇄살인범 영화)에서는 샬리즈 시어런의 상대역으로 열연하였다. 시어런의 골든 글로브 상에서의 수상 소감 연설에서, 리치를 영화의 숨은 공로자로 꼽았다. 리치는 일정이 겹치는 바람에《고》의 로나(Ronna)역을 거절하였다. 이 역은 세라 폴리에게로 돌아갔다. 그는 또한 《Lolita》에서의 돌로레스 헤이즈 역을 고사하였다. 이 역은 도미닉 스웨인에게로 돌아갔다. 리치는 《Ghost World》 (2001년)에서 그는 원래 주연을 맡기로 되어 있었다. 이 영화가 촬영에 착수하자, 그의 나이가 너무 많아 적합하지 않았다. 그는 다른 프로젝트로 옮겨갔다. , 이 역은 《나우 앤 덴》에서 리치와 같이 출연했던 소라 버치가 가져갔다. 리치는 또 《Loser》의 출연을 거절하였다. 그는 벡의 성공작 《Guero》에 카메오로 출연하였다. 〈Hell Yes〉 곡에 그의 목소리가 들어갔다. 

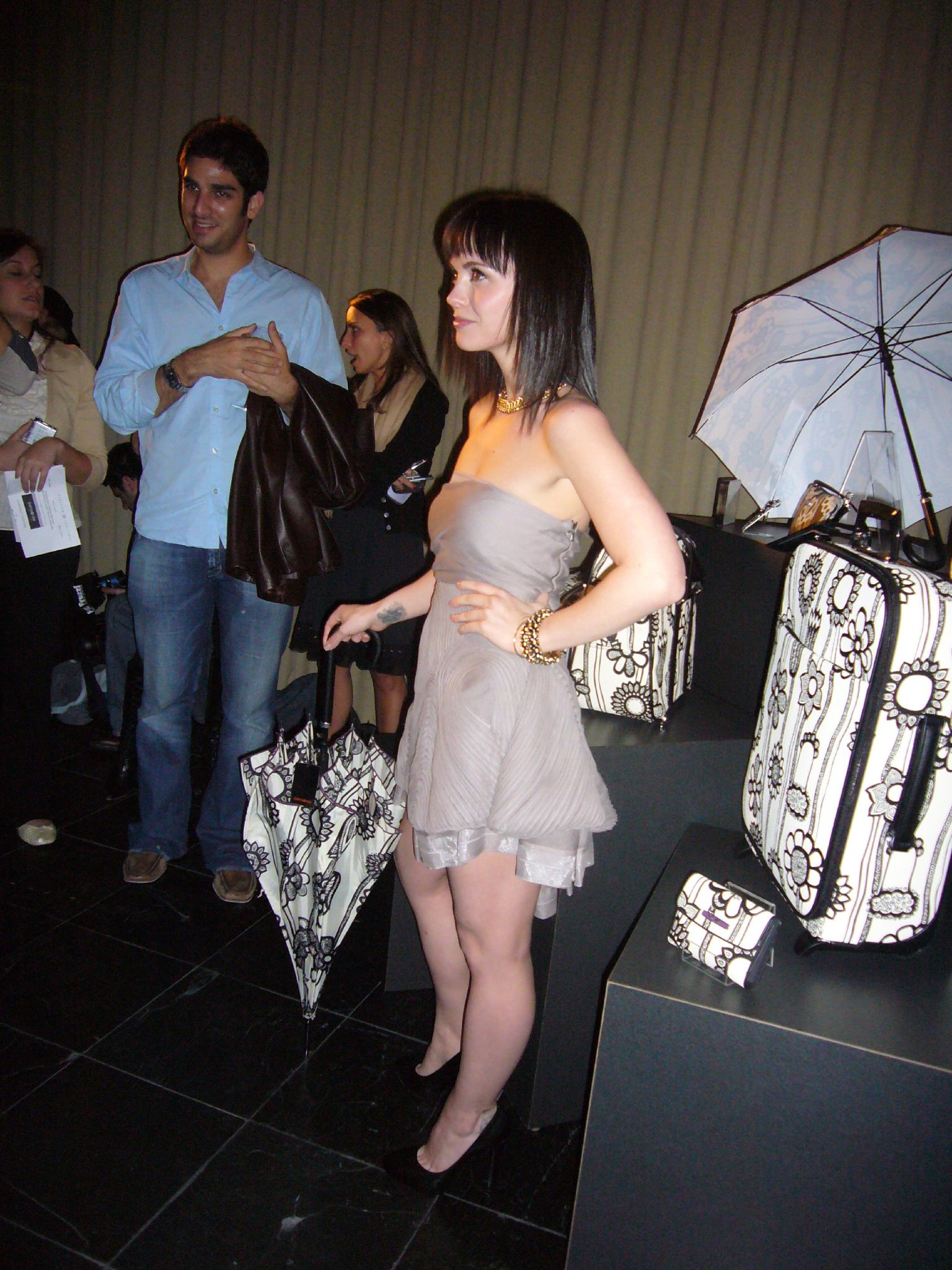
2007년. 그라머시 파크 호텔에서.

2006년 2월, 리치는 ABC 드라마 《그레이 아나토미》에서 의료 보조자로 게스트 출연(guest appearance)하였다. 이 덕에 그는 에미상 후보에 올랐다. 그는 2002년《앨리 맥빌》마지막 시즌에서 7개의 에피소드에서 데비 리자 범프(Debbie 'Liza' Bump) 역으로 게스트 출연하였다. 그와 기타 여러 게스트의 출연이, 당시 인기가 서서히 식어가고 있던 《앨리 맥빌》의 시청률을 다시 끌어올려줄 것으로 기대됐었다.
1999년 12월 4일, 그는 버라이어티 쇼인 《Saturday Night Live》에 게스트로서 출연하였다. 그는 거기서 올슨 트윈스와 브리트니 스피어스를 패러디한 공연을 선보였다. 이 쇼의 가벼운 촌극에서, 그는 사고로 애나 가스테이어의 얼굴을 때렸다. 이 촌극은 《Sally Jessy Raphael》 쇼의 패러디였다. 원래는 가스테이어의 눈 부위를 가짜로 때리게 되어 있었다. 그는 사고가 나자 손을 그의 입으로 가져가며 놀라는 반응을 보였으나, 곧 다시 하던 역에 몰입하였다.

### 2006년–현재
2006년, 그는 그의 키가 155 cm(5피트 1인치) 밖에 안 되며, [급 배우가 되기는 글렀다고 언급하였다. 그는 "카메라 앞에서는 진짜 작아보여요"라고 말하였다.
그는 또한 그의 경력을 그 자신이 제어할 수 없다고 믿고 있다고 말하였다. 영화에 연기자로 발탁되기 위해 오디션을 아직도 봐야 할 입장이라고 말하였다.
2007년 영화, 《블랙 스네이크 모운》은 비평가의 평이 엇갈렸다. 로튼 토마토는 "66%"라는 점수를 주었다.
텔레비전 프로그램 《Ebert & Roeper》에서 로저 이버트 대신 나온 영화 제작자 케빈 스미스는 이 영화가 올해 최고의 영화라고 꼽으면서, 리치의 연기도 가장 낫다고 추켜세웠다. 리처드 로퍼도 "thumb-up" 점수를 줬다. 이 영화는 개봉 첫 주 4백만 미국 달러의 수입을 기록하며 불과 8위를 기록하였다.
《블랙 스네이크 모운》에서 맡은 역을 위해, 그는 몇 kg을 감량해야만 했으며, 약 18 kg의 체인을 입어야 했다.
감량해야 했던 것 외에도, 그는 아무 영화 내에서 건강이 안 좋아 보이기 위해 영양가가 없는 음식만을 먹어야 했다.
리치는 《페넬로피》에서 주연 페넬로피 역을 맡았다. 이 영화에서는 리스 위더스푼과 함께 출연하였다. 2008년, 그는 워쇼스키 형제의 대작 영화 《스피드 레이서》에 여성 주연으로 출연하였다.
2007년 2월, 그는 그래미상의 시상자로서 참석하였고, 새뮤얼 L. 잭슨과 함께 시상하였다.

## 사소한 것/개인사
크리스티나 리치에게는 그 소유의 프로덕션 회사가 있다. 회사 이름은 블라스핌 필름즈(Blaspheme Films)이다. 이 프로덕션 회사는 《프로작 네이션》 그리고 《펌프킨》을 제작하였다.
2005년 잡지 인터뷰에서 그는 그리스도인이라고 밝혔다.
그는 플랜드 패런트후드의 이사직을 맡고 있다. 그는 또한 사후 피임약 공익 광고에 출연하기도 하였다. 그는 존 케리의 대통령 선거를 도왔다. 리치는 아역 배우였던 개비 호프만과 친분을 유지하고 있다. 《나우 앤 덴》, 《비포 뉴 이어》에서 같이 출연하였다. 《블랙 스네이크 모운》에서 같이 출연했던 사무엘 잭슨과도 친구로 지낸다.
크리스티나 리치는 현재 오스트레일리아 출신의 배우 킥 게리와 데이팅 중인 것으로 알려져 있다. 《스피드 레이서》에 같이 출연하면서 만났다고 한다.

## 출연작
| 년도 | 영화                               | 배역                  | 비고                                    |
| ---- | ---------------------------------- | --------------------- | --------------------------------------- |
| 1990 | 《귀여운 바람둥이》                | Kate Flax             |                                         |
| 1991 | 《코 끝에 걸린 사나이》            | Bonnie                |                                         |
| 1991 | 《아담스 패밀리》                  | 웬즈데이 아담스       |                                         |
| 1993 | 《황혼의 로맨스》                  | Jessica               |                                         |
| 1993 | 《아담스 패밀리 2》                | 웬즈데이 아담스       |                                         |
| 1995 | 《꼬마 유령 캐스퍼》               | Kathleen 'Kat' Harvey |                                         |
| 1995 | 《나우 앤 덴》                     | Young Roberta Martin  |                                         |
| 1995 | 《베어 마운틴의 비밀》             | Beth Easton           |                                         |
| 1996 | 《돈 크라이 마미》                 | Dee Dee               |                                         |
| 1996 | 《The Last of the High Kings》     | Erin                  | 다른 말로《Summer Fling》               |
| 1997 | 《빨간 두건》                      | 빨간 두건             |                                         |
| 1997 | 《명탐정 디씨》                    | Patti Randall         |                                         |
| 1997 | 《아이스 스톰》                    | Wendy Hood            |                                         |
| 1998 | 《Souvenir》                       | Young Orlando (voice) |                                         |
| 1998 | 《버팔로 66》                      | Layla                 |                                         |
| 1998 | 《라스베가스의공포와혐오》         | Lucy                  | 개봉명                                  |
| 1998 | 《섹스의 반대말》                  | Dede Truitt           |                                         |
| 1998 | 《스몰솔저》                       | Gwendy Doll (voice)   | 개봉명                                  |
| 1998 | 《포토그래퍼》                     | Shelley               | 원제: Pecker                            |
| 1998 | 《데저트 블루》                    | Ely Jackson           |                                         |
| 1998 | 《I Woke Up Early the Day I Died》 | Teenage Hooker        |                                         |
| 1999 | 《비포 뉴 이어》                   | Val                   | 원제 : 200 Cigarettes                   |
| 1999 | 《빈 방 없음》                     | Lillian               | 원제 : No Vacancy                       |
| 1999 | 《슬리피 할로우》                  | Katrina Van Tassel    |                                         |
| 2000 | 《블레스 더 차일드》               | Cheri Post            |                                         |
| 2000 | 《맨 후 크라이드》                 | Suzie                 |                                         |
| 2001 | 《All Over the Guy》               | Rayna Wyckoff         |                                         |
| 2001 | 《프로작 네이션》                  | Elizabeth Wurtzel     |                                         |
| 2002 | 《The Gathering》                  | Cassie Grant          |                                         |
| 2002 | 《라라미 프로젝트》                | Romaine Patterson     |                                         |
| 2002 | 《펌프킨》                         | Carolyn McDuffy       |                                         |
| 2002 | 《미란다》                         | Miranda (Alice)       |                                         |
| 2003 | 《몬스터》                         | Selby                 |                                         |
| 2003 | 《애니씽 엘스》                    | Amanda                | 개봉명 : 우디앨런의애니씽엘스           |
| 2005 | 《커스드》                         | Ellie                 | 원제 : Cursed                           |
| 2006 | 《홈 오브 더 브레이브》            | Sarah Schivino        | 홈 오브 더 브레이브 (Home Of The Brave) |
| 2006 | 《The White Rose》                 | Sophie Scholl         |                                         |
| 2007 | 《블랙 스네이크 모운》             | Rae                   |                                         |
| 2008 | 《페넬로피》                       | Penelope Wilhern      |                                         |
| 2008 | 《스피드 레이서》                  | Trixie Fontaine       |                                         |
| 2009 | 《뉴욕 아이 러브 유》              | Kamil                 |                                         |
| 2013 | 《개구쟁이 스머프2》               | 벡시                  | 목소리 출연                             |
| 2021 | 《매트릭스: 리저렉션》             |                       |                                         |